# إريك تسيغلر
إريك تسيغلر (بالألمانية: Erich Ziegler)‏ هو مقاوم وسياسي ألماني، ولد في 20 فبراير 1914 في ألمانيا، وتوفي في 6 مايو 2004. حزبياً، نشط في حزب الوحدة الاشتراكية الألماني وSocialist Unity Party of West Berlin ‏.